# Hypoxystis adspersaria
Hypoxystis adspersaria är en fjärilsart som beskrevs av Jacob Hübner 1790. Hypoxystis adspersaria ingår i släktet Hypoxystis och familjen mätare. Inga underarter finns listade i Catalogue of Life.